# Roddy Ricch/Diskografie
Diese Diskografie ist eine Übersicht über die musikalischen Werke des US-amerikanischen Rappers Roddy Ricch. Den Schallplattenauszeichnungen zufolge hat er bisher mehr als 67 Millionen Tonträger verkauft, davon alleine in seiner Heimat über 52 Millionen. Seine erfolgreichste Veröffentlichung ist die Single The Box mit über 13,5 Millionen verkauften Einheiten.

## Alben

### Studioalben
| Jahr | Titel Musiklabel                                             | Höchstplatzierung, Gesamtwochen, AuszeichnungChartplatzierungen (Jahr, Titel, Musiklabel, Platzierungen, Wochen, Auszeichnungen, Anmerkungen) | Höchstplatzierung, Gesamtwochen, AuszeichnungChartplatzierungen (Jahr, Titel, Musiklabel, Platzierungen, Wochen, Auszeichnungen, Anmerkungen) | Höchstplatzierung, Gesamtwochen, AuszeichnungChartplatzierungen (Jahr, Titel, Musiklabel, Platzierungen, Wochen, Auszeichnungen, Anmerkungen) | Höchstplatzierung, Gesamtwochen, AuszeichnungChartplatzierungen (Jahr, Titel, Musiklabel, Platzierungen, Wochen, Auszeichnungen, Anmerkungen) | Höchstplatzierung, Gesamtwochen, AuszeichnungChartplatzierungen (Jahr, Titel, Musiklabel, Platzierungen, Wochen, Auszeichnungen, Anmerkungen) | Anmerkungen                                                  |
| Jahr | Titel Musiklabel                                             | DE | AT | CH | UK | US | Anmerkungen                                                  |
| ---- | ------------------------------------------------------------ | --- | --- | --- | --- | --- | ------------------------------------------------------------ |
| 2019 | Please Excuse Me for Being Antisocial Atlantic Records (WMG) | — | — | CH68 (8 Wo.)CH | UK13 Gold · (19 Wo.)UK | US1 ×2Doppelplatin · (128 Wo.)US | Erstveröffentlichung: 6. Dezember 2019 Verkäufe: + 2.280.000 |
| 2021 | Live Life Fast Atlantic Records (WMG)                        | — | — | CH26 (1 Wo.)CH | UK34 (1 Wo.)UK | US4 (10 Wo.)US | Erstveröffentlichung: 17. Dezember 2021                      |

### Mixtapes
| Jahr | Titel Musiklabel                              | Höchstplatzierung, Gesamtwochen, AuszeichnungChartplatzierungen (Jahr, Titel, Musiklabel, Platzierungen, Wochen, Auszeichnungen, Anmerkungen) | Höchstplatzierung, Gesamtwochen, AuszeichnungChartplatzierungen (Jahr, Titel, Musiklabel, Platzierungen, Wochen, Auszeichnungen, Anmerkungen) | Höchstplatzierung, Gesamtwochen, AuszeichnungChartplatzierungen (Jahr, Titel, Musiklabel, Platzierungen, Wochen, Auszeichnungen, Anmerkungen) | Höchstplatzierung, Gesamtwochen, AuszeichnungChartplatzierungen (Jahr, Titel, Musiklabel, Platzierungen, Wochen, Auszeichnungen, Anmerkungen) | Höchstplatzierung, Gesamtwochen, AuszeichnungChartplatzierungen (Jahr, Titel, Musiklabel, Platzierungen, Wochen, Auszeichnungen, Anmerkungen) | Anmerkungen                                                |
| Jahr | Titel Musiklabel                              | DE | AT | CH | UK | US | Anmerkungen                                                |
| ---- | --------------------------------------------- | --- | --- | --- | --- | --- | ---------------------------------------------------------- |
| 2017 | Feed tha Streets Bird Vision Entertainment    | — | — | — | — | — | Erstveröffentlichung: 22. November 2017                    |
| 2018 | Feed tha Streets II Bird Vision Entertainment | — | — | — | UK86 Silber · (1 Wo.)UK | US67 Gold · (67 Wo.)US | Erstveröffentlichung: 2. November 2018 Verkäufe: + 560.000 |
| 2022 | Feed tha Streets III Atlantic Records (WMG)   | — | — | — | — | US14 (2 Wo.)US | Erstveröffentlichung: 18. November 2022                    |

## Singles

### Als Leadmusiker
| Jahr | Titel Album                                        | Höchstplatzierung, Gesamtwochen, AuszeichnungChartplatzierungen (Jahr, Titel, Album, Platzierungen, Wochen, Auszeichnungen, Anmerkungen) | Höchstplatzierung, Gesamtwochen, AuszeichnungChartplatzierungen (Jahr, Titel, Album, Platzierungen, Wochen, Auszeichnungen, Anmerkungen) | Höchstplatzierung, Gesamtwochen, AuszeichnungChartplatzierungen (Jahr, Titel, Album, Platzierungen, Wochen, Auszeichnungen, Anmerkungen) | Höchstplatzierung, Gesamtwochen, AuszeichnungChartplatzierungen (Jahr, Titel, Album, Platzierungen, Wochen, Auszeichnungen, Anmerkungen) | Höchstplatzierung, Gesamtwochen, AuszeichnungChartplatzierungen (Jahr, Titel, Album, Platzierungen, Wochen, Auszeichnungen, Anmerkungen) | Anmerkungen                                                                                     |
| Jahr | Titel Album                                        | DE | AT | CH | UK | US | Anmerkungen                                                                                     |
| --- | -------------------------------------------------- | --- | --- | --- | --- | --- | ----------------------------------------------------------------------------------------------- |
| 2017 | Fucc It Up Feed tha Streets                        | — | — | — | — | — | Erstveröffentlichung: 27. Oktober 2017                                                          |
| 2018 | Chase tha Bag Feed tha Streets                     | — | — | — | — | — | Erstveröffentlichung: 29. Mai 2018                                                              |
| 2018 | Die Young Feed tha Streets II                      | — | — | — | UK84 Gold · (4 Wo.)UK | US99 ×2Doppelplatin · (2 Wo.)US | Erstveröffentlichung: 20. Juli 2018 Verkäufe: + 2.480.000                                       |
| 2018 | Ricch Forever –                                    | — | — | — | — | — | Erstveröffentlichung: 26. September 2018                                                        |
| 2018 | Every Season Feed tha Streets II                   | — | — | — | UK— SilberUK | US— PlatinUS | Erstveröffentlichung: 29. Oktober 2018 Verkäufe: + 1.280.000                                    |
| 2018 | Project Dreams –                                   | — | — | — | UK— SilberUK | US— PlatinUS | Erstveröffentlichung: 7. Dezember 2018 Verkäufe: + 1.280.000; mit Marshmello                    |
| 2019 | How It Is –                                        | — | — | — | UK18 Silber · (9 Wo.)UK | — | Erstveröffentlichung: 28. Februar 2019 Verkäufe: + 200.000; mit Yxng Bane & Chip feat. The Plug |
| 2019 | Out tha Mud –                                      | — | — | — | — | — | Erstveröffentlichung: 31. Mai 2019                                                              |
| 2019 | Big Stepper Please Excuse Me for Being Antisocial  | — | — | — | — | US98 Platin · (1 Wo.)US | Erstveröffentlichung: 11. Oktober 2019 Verkäufe: + 1.000.000                                    |
| 2019 | Start wit Me Please Excuse Me for Being Antisocial | — | — | — | — | US56 ×2Doppelplatin · (13 Wo.)US | Erstveröffentlichung: 25. Oktober 2019 Verkäufe: + 2.080.000; feat. Gunna                       |
| 2019 | Tip Toe Please Excuse Me for Being Antisocial      | — | — | — | — | US73 Platin · (7 Wo.)US | Erstveröffentlichung: 25. November 2019 Verkäufe: + 1.040.000; feat. A Boogie wit da Hoodie     |
| 2020 | The Box Please Excuse Me for Being Antisocial      | DE12 Platin · (24 Wo.)DE | AT10 Platin · (22 Wo.)AT | CH3 (29 Wo.)CH | UK2 ×2Doppelplatin · (29 Wo.)UK | US1 Diamant · (38 Wo.)US | Erstveröffentlichung: 28. Februar 2020 Verkäufe: + 13.503.333                                   |
| 2020 | High Fashion Please Excuse Me for Being Antisocial | — | — | — | UK45 Gold · (16 Wo.)UK | US20 ×4Vierfachplatin · (28 Wo.)US | Erstveröffentlichung: 19. Mai 2020 Verkäufe: + 4.545.000; feat. Mustard                         |
| 2021 | 4 Da Gang –                                        | — | — | — | — | US67 Gold · (14 Wo.)US | Erstveröffentlichung: 2. April 2021 Verkäufe: + 500.000; mit 42 Dugg                            |
| 2021 | Late at Night Live Life Fast                       | DE— aDE | — | — | UK40 Silber · (8 Wo.)UK | US20 (20 Wo.)US | Erstveröffentlichung: 4. Juni 2021 Verkäufe: + 200.000                                          |
| Folgende Lieder erschienen nicht als Single, wurden aber durch das Album zum Download und Streaming bereitgestellt und konnten somit eine Platzierung erlangen: |                                                    | | | | | |                                                                                                 |
| |                                                    | | | | | |                                                                                                 |
| 2019 | Peta Please Excuse Me for Being Antisocial         | — | — | — | — | US72 Platin · (4 Wo.)US | Charteinstieg: 21. Dezember 2019 Verkäufe: + 1.060.000; feat. Meek Mill                         |
| 2022 | 25 Million Live Life Fast                          | — | — | — | — | US77 (1 Wo.)US | Charteinstieg: 1. Januar 2022                                                                   |
| 2022 | Moved to Miami Live Life Fast                      | — | — | — | — | US85 (1 Wo.)US | Charteinstieg: 1. Januar 2022 feat. Lil Baby                                                    |
| 2022 | Hibachi Live Life Fast                             | — | — | — | — | US91 (1 Wo.)US | Charteinstieg: 1. Januar 2022 feat. Kodak Black & 21 Savage                                     |
| 2022 | Thailand Live Life Fast                            | — | — | — | — | US95 (1 Wo.)US | Charteinstieg: 1. Januar 2022                                                                   |

### Als Gastmusiker
| Jahr | Titel Album                                   | Höchstplatzierung, Gesamtwochen, AuszeichnungChartplatzierungen (Jahr, Titel, Album, Platzierungen, Wochen, Auszeichnungen, Anmerkungen) | Höchstplatzierung, Gesamtwochen, AuszeichnungChartplatzierungen (Jahr, Titel, Album, Platzierungen, Wochen, Auszeichnungen, Anmerkungen) | Höchstplatzierung, Gesamtwochen, AuszeichnungChartplatzierungen (Jahr, Titel, Album, Platzierungen, Wochen, Auszeichnungen, Anmerkungen) | Höchstplatzierung, Gesamtwochen, AuszeichnungChartplatzierungen (Jahr, Titel, Album, Platzierungen, Wochen, Auszeichnungen, Anmerkungen) | Höchstplatzierung, Gesamtwochen, AuszeichnungChartplatzierungen (Jahr, Titel, Album, Platzierungen, Wochen, Auszeichnungen, Anmerkungen) | Anmerkungen |
| Jahr | Titel Album                                   | DE | AT | CH | UK | US | Anmerkungen |
| --- | --------------------------------------------- | --- | --- | --- | --- | --- | --- |
| 2019 | Racks in the Middle –                         | — | — | — | UK59 Silber · (2 Wo.)UK | US26 (11 Wo.)US | Erstveröffentlichung: 15. Februar 2019 Verkäufe: + 280.000; Nipsey Hussle feat. Roddy Ricch & Hit-Boy                           |
| 2019 | Wow (Remix) –                                 | — | — | — | — | — | Erstveröffentlichung: 15. März 2019 Post Malone feat. Roddy Ricch & Tyga                                                        |
| 2019 | Go Up –                                       | — | — | — | — | — | Erstveröffentlichung: 12. Juli 2019 Rich the Kid feat. Roddy Ricch                                                              |
| 2019 | Ballin’ Perfect Ten                           | — | — | — | UK37 Platin · (13 Wo.)UK | US11 ×7Siebenfachplatin · (44 Wo.)US | Erstveröffentlichung: 20. August 2019 Verkäufe: + 8.175.000; Mustard feat. Roddy Ricch                                          |
| 2020 | Letter to Nipsey –                            | — | — | — | — | US73 (2 Wo.)US | Erstveröffentlichung: 27. Januar 2020 Meek Mill feat. Roddy Ricch                                                               |
| 2020 | Walk ’Em Down Top Shotta                      | — | — | — | UK85 Silber · (3 Wo.)UK | US38 ×5Fünffachplatin · (20 Wo.)US | Erstveröffentlichung: 15. März 2020 Verkäufe: + 5.595.000; NLE Choppa feat. Roddy Ricch                                         |
| 2020 | Numbers Artist 2.0                            | — | — | — | UK53 (2 Wo.)UK | US23 Platin · (3 Wo.)US | Erstveröffentlichung: 31. März 2020 Verkäufe: + 1.080.000; A Boogie wit da Hoodie feat. Roddy Ricch, Gunna & London on da Track |
| 2020 | Rockstar Blame It on Baby                     | DE3 ×3Dreifachgold · (49 Wo.)DE | AT1 Platin · (50 Wo.)AT | CH1 (57 Wo.)CH | UK1 ×3Dreifachplatin · (40 Wo.)UK | US1 ×5Fünffachplatin · (42 Wo.)US | Erstveröffentlichung: 24. April 2020 Verkäufe: + 9.873.333; DaBaby feat. Roddy Ricch                                            |
| 2020 | The Woo Shoot for the Stars, Aim for the Moon | DE86 (2 Wo.)DE | AT42 (3 Wo.)AT | CH14 (10 Wo.)CH | UK9 Platin · (11 Wo.)UK | US11 ×2Doppelplatin · (20 Wo.)US | Erstveröffentlichung: 10. Juli 2020 Verkäufe: + 3.120.000; Pop Smoke feat. 50 Cent & Roddy Ricch                                |
| 2022 | Cooped Up Twelve Carat Toothache              | DE54 (3 Wo.)DE | AT51 (2 Wo.)AT | CH40 (5 Wo.)CH | UK18 Silber · (9 Wo.)UK | US12 (15 Wo.)US | Erstveröffentlichung: 13. Mai 2022 Verkäufe: + 395.000; Post Malone feat. Roddy Ricch                                           |
| Folgende Lieder erschienen nicht als Single, wurden aber durch das Album zum Download und Streaming bereitgestellt und konnten somit eine Platzierung erlangen: |                                               | | | | | | |
| |                                               | | | | | | |
| 2018 | Splash Warning Championships                  | — | — | — | — | US77 (1 Wo.)US | Charteinstieg: 15. Dezember 2018 Meek Mill feat. Future, Roddy Ricch & Young Thug                                               |
| 2020 | Cooler Than a Bitch Wunna                     | — | — | — | — | US41 Platin · (3 Wo.)US | Charteinstieg: 6. Juni 2020 Verkäufe: + 1.080.000; Gunna feat. Roddy Ricch                                                      |
| 2021 | Body in Motion Khaled Khaled                  | — | — | — | — | US79 (1 Wo.)US | Charteinstieg: 15. Mai 2021 DJ Khaled feat. Bryson Tiller, Lil Baby & Roddy Ricch                                               |
| 2022 | Keep Going God Did                            | — | — | — | — | US57 (1 Wo.)US | Charteinstieg: 10. September 2022 DJ Khaled feat. Lil Durk, 21 Savage & Roddy Ricch                                             |
| 2024 | Dodger Blue GNX                               | — | — | — | — | US11 (5 Wo.)US | Charteinstieg: 7. Dezember 2024 Kendrick Lamar feat. Wallie the Sensei, Siete7x & Roddy Ricch                                   |

## Musikvideos
| Jahr | Titel           | Regie                             |
| ---- | --------------- | --------------------------------- |
| 2017 | Baby Boy        | JDFilms                           |
| 2017 | Fucc It Up      | JDFilms                           |
| 2018 | Hoodricch       | SkyyLiineVisualz                  |
| 2018 | Ricch Vibes     | JDFilms                           |
| 2018 | Chase tha Bag   | JDFilms                           |
| 2018 | Die Young       | JDFilms                           |
| 2018 | Every Season    | JDFilms                           |
| 2018 | Can’t Express   | JDFilms                           |
| 2019 | Down Below      | JMP                               |
| 2019 | Out tha Mud     | JMP                               |
| 2019 | Chase the Money | Ben Griffin                       |
| 2019 | Ballin’         | Arrad Rahgoshay                   |
| 2019 | Big Stepper     | JMP                               |
| 2019 | Start wit Me    | Spike Jordan                      |
| 2019 | Tip Toe         | Christian Breslauer               |
| 2020 | Boom Boom Room  | Christian Breslauer               |
| 2020 | The Box         | Christian Breslauer & Roddy Ricch |

## Statistik

### Chartauswertung
|                     | DE    | AT    | CH    | UK    | US    |
| ------------------- | ----- | ----- | ----- | ----- | ----- |
| Nummer-eins-Alben   | DE—DE | AT—AT | CH—CH | UK—UK | US1US |
| Top-10-Alben        | DE—DE | AT—AT | CH—CH | UK—UK | US2US |
| Alben in den Charts | DE—DE | AT—AT | CH2CH | UK3UK | US4US |

|                       | DE    | AT    | CH    | UK     | US     |
| --------------------- | ----- | ----- | ----- | ------ | ------ |
| Nummer-eins-Singles   | DE—DE | AT1AT | CH1CH | UK1UK  | US2US  |
| Top-10-Singles        | DE1DE | AT2AT | CH2CH | UK3UK  | US2US  |
| Singles in den Charts | DE4DE | AT4AT | CH4CH | UK12UK | US25US |

### Auszeichnungen für Musikverkäufe
| Silberne Schallplatte - Vereinigtes Königreich - 2022: für die Single Down Below - 2023: für das Lied Bacc Seat Goldene Schallplatte - Australien - 2020: für die Single High Fashion - Brasilien - 2020: für die Single High Fashion - 2020: für das Album Please Excuse Me for Being Antisocial - Dänemark - 2022: für die Single Walk ’Em Down - Frankreich - 2023: für das Album Please Excuse Me for Being Antisocial - 2024: für die Single Ballin’ - Griechenland - 2021: für die Single The Woo - Italien - 2021: für die Single The Woo - Kanada - 2020: für die Single Peta - 2020: für die Single Tip Toe - 2020: für die Single Down Below - Neuseeland - 2020: für die Single The Woo - Niederlande - 2020: für die Single Rockstar - Polen - 2024: für die Single Walk ’Em Down - 2024: für die Single Ballin’ - Portugal - 2022: für die Single Down Below - 2022: für die Single Cooped Up - 2022: für die Single Walk ’Em Down - Schweden - 2020: für die Single The Woo - Vereinigte Staaten - 2019: für das Lied Down Below - 2020: für das Lied Boom Boom Boom - 2021: für das Lied Perfect Time - 2021: für das Lied War Baby - 2022: für das Lied Intro - 2024: für das Lied How | Platin-Schallplatte - Australien - 2020: für die Single Ballin’ - 2021: für die Single The Woo - 2024: für die Single Cooped Up - Belgien - 2020: für die Single The Box - Brasilien - 2024: für die Single The Woo - 2024: für die Single Cooped Up - Dänemark - 2020: für die Single The Box - 2021: für das Album Please Excuse Me for Being Antisocial - 2023: für die Single The Woo - 2024: für die Single Ballin’ - Frankreich - 2024: für die Single The Woo - Italien - 2021: für die Single The Box - Kanada - 2020: für die Single Ballin’ - 2020: für die Single Start Wit Me - 2020: für die Single High Fashion - 2020: für das Album Please Excuse Me for Being Antisocial - 2020: für die Single Every Season - 2020: für die Single Die Young - 2020: für die Single Project Dreams - 2020: für die Single Racks in the Middle - 2023: für die Single Cooped Up - 2025: für das Lied Cooler Than a Bitch - Portugal - 2020: für die Single Ballin’ - 2022: für die Single High Fashion - Spanien - 2020: für die Single Rockstar - 2024: für die Single The Box - Vereinigte Staaten - 2021: für das Lied Bacc Seat - 2021: für das Lied Boom Boom Room | 2× Platin-Schallplatte - Belgien - 2021: für die Single Rockstar - Dänemark - 2021: für die Single Rockstar - Griechenland - 2021: für die Single Rockstar - Italien - 2021: für die Single Rockstar - Neuseeland - 2025: für das Album Please Excuse Me for Being Antisocial - Polen - 2021: für die Single The Box - 2021: für die Single Rockstar - Portugal - 2022: für die Single The Woo 3× Platin-Schallplatte - Australien - 2020: für die Single The Box - Neuseeland - 2023: für die Single Ballin’ - Portugal - 2021: für die Single Rockstar 4× Platin-Schallplatte - Kanada - 2023: für die Single Walk ’Em Down - Portugal - 2022: für die Single The Box 5× Platin-Schallplatte - Australien - 2021: für die Single Rockstar - Neuseeland - 2024: für die Single Rockstar - 2025: für die Single The Box 8× Platin-Schallplatte - Kanada - 2021: für die Single Rockstar Diamantene Schallplatte - Brasilien - 2024: für die Single Ballin’ - Brasilien - 2020: für die Single The Box - Frankreich - 2021: für die Single The Box - 2021: für die Single Rockstar - Kanada - 2022: für die Single The Box 2× Diamantene Schallplatte - Brasilien - 2024: für die Single Rockstar |

Anmerkung: Auszeichnungen in Ländern aus den Charttabellen bzw. Chartboxen sind in ebendiesen zu finden.
| Land/RegionAuszeichnungen für Musikverkäufe (Land/Region, Auszeichnungen, Verkäufe, Quellen) | Silber       | Gold       | Platin         | Diamant     | Verkäufe   | Quellen              |
| -------------------------------------------------------------------------------------------- | ------------ | ---------- | -------------- | ----------- | ---------- | -------------------- |
| Australien (ARIA)                                                                            | —            | Gold1      | 11× Platin11   | —           | 805.000    | aria.com.au          |
| Belgien (BRMA)                                                                               | —            | —          | 3× Platin3     | —           | 120.000    | ultratop.be          |
| Brasilien (PMB)                                                                              | —            | 2× Gold2   | 2× Platin2     | 4× Diamant4 | 760.000    | pro-musicabr.org.br  |
| Dänemark (IFPI)                                                                              | —            | Gold1      | 6× Platin6     | —           | 515.000    | ifpi.dk              |
| Deutschland (BVMI)                                                                           | —            | Gold1      | 2× Platin2     | —           | 1.000.000  | musikindustrie.de    |
| Frankreich (SNEP)                                                                            | —            | 2× Gold2   | Platin1        | 2× Diamant2 | 1.016.666  | snepmusique.com      |
| Griechenland (IFPI)                                                                          | —            | Gold1      | 2× Platin2     | —           | 50.000     | Einzelnachweise      |
| Italien (FIMI)                                                                               | —            | Gold1      | 3× Platin3     | —           | 245.000    | fimi.it              |
| Kanada (MC)                                                                                  | —            | 3× Gold3   | 24× Platin24   | Diamant1    | 2.840.000  | musiccanada.com      |
| Neuseeland (RMNZ)                                                                            | —            | 2× Gold2   | 14× Platin14   | —           | 420.000    | radioscope.co.nz NZ2 |
| Niederlande (NVPI)                                                                           | —            | Gold1      | —              | —           | 40.000     | nvpi.nl              |
| Österreich (IFPI)                                                                            | —            | —          | 2× Platin2     | —           | 60.000     | ifpi.at              |
| Polen (ZPAV)                                                                                 | —            | 2× Gold2   | 4× Platin4     | —           | 190.000    | olis.pl              |
| Portugal (AFP)                                                                               | —            | 3× Gold3   | 11× Platin11   | —           | 125.000    | Einzelnachweise      |
| Schweden (IFPI)                                                                              | —            | Gold1      | —              | —           | 40.000     | sverigetopplistan.se |
| Spanien (Promusicae)                                                                         | —            | —          | 2× Platin2     | —           | 100.000    | elportaldemusica.es  |
| Vereinigte Staaten (RIAA)                                                                    | —            | 8× Gold8   | 38× Platin38   | Diamant1    | 52.000.000 | riaa.com             |
| Vereinigtes Königreich (BPI)                                                                 | 12× Silber12 | 3× Gold3   | 6× Platin6     | —           | 6.760.000  | bpi.co.uk            |
| Insgesamt                                                                                    | 12× Silber12 | 32× Gold32 | 131× Platin131 | 8× Diamant8 |            |                      |